# Stato federale della Nuova Russia
Nuova Russia, anche detta Novorossija o Novorussia  (in russo Новороссия?, Novoróssija) fu il nome dato al tentativo di federazione tra le Repubbliche popolari di Doneck e di Lugansk nel contesto della guerra del Donbass. Proclamata il 24 maggio 2014 attraverso un referendum fu poi sospesa il 20 maggio 2015. Il nome fa riferimento alla regione storica della Nuova Russia o Novorossija.
In questa regione, nel 2005, vivevano approssimativamente 7 milioni di persone. A novembre 2014, secondo l'ONU si contavano più di un milione di sfollati e più di 4 000 vittime.

## Storia
La regione secessionista di Doneck si costituì il 7 aprile 2014 quale repubblica popolare, mentre la regione indipendentista di Luhansk lo fece il successivo 27 aprile. Il 24 maggio, in seguito ad un referendum, diedero vita allo Stato federale della Nuova Russia.
In seguito ai tentativi internazionali di risolvere la crisi tra Ucraina e Russia, il progetto di creazione della Nuova Russia fu gradualmente accantonato, fino ad essere escluso definitivamente dagli esponenti delle due repubbliche indipendentiste nel maggio 2015.

### Referendum
La Commissione elettorale centrale dell'Ucraina dichiarò il referendum delle repubbliche autoproclamate illegittimo, non essendo i referendum locali o regionali previsti dalla costituzione.
I risultati del referendum non sono stati riconosciuti, in quanto, durante le votazioni, secondo organizzazioni internazionali, ci sono stati brogli elettorali.
Il quesito del referendum era: "Siete favorevoli alla legge dello Stato di auto-governo della Repubblica popolare?"
 Donec'k
| Preferenza | Percentuale (%) |
| ---------- | --------------- |
| Sì         | 89,07%          |
| No         | 10,19%          |
| Affluenza  | 74,87%          |

 Luhans'k
| Preferenza | Percentuale (%) |
| ---------- | --------------- |
| Sì         | 96,2%           |
| No         | 3,8%            |
| Affluenza  | 81,0%           |

Dopo la fusione, il capo della Repubblica popolare di Lugansk, Valery Bolotov, dichiarò che la creazione della Federazione non avrebbe significato una fusione in tutto e per tutto, ma la "coalizione" di repubbliche indipendenti. 
(Valery Bolotov, presidente della Repubblica Popolare di Lugansk)
Il 31 maggio fu approvata la bandiera della Nuova Russia e il 26 giugno 2014 fu eletto presidente ad interim Oleg Carëv; in concomitanza fu approvata la Costituzione della Federazione.
Secondo il direttore del Centro di sviluppo strategico della CSI, Aleksandr Gusev, la Nuova Russia sarebbe diventata uno Stato a tutti gli effetti.

## Ordinamento dello Stato

### Città principali
La città principale, nonché capitale, era Donec'k, situata nel sud del paese, che contava 955 041 abitanti; seguivano Lugansk, la quale contava 446 983 abitanti, e Makiïvka, con 356 118 abitanti.

### Rivendicazioni territoriali

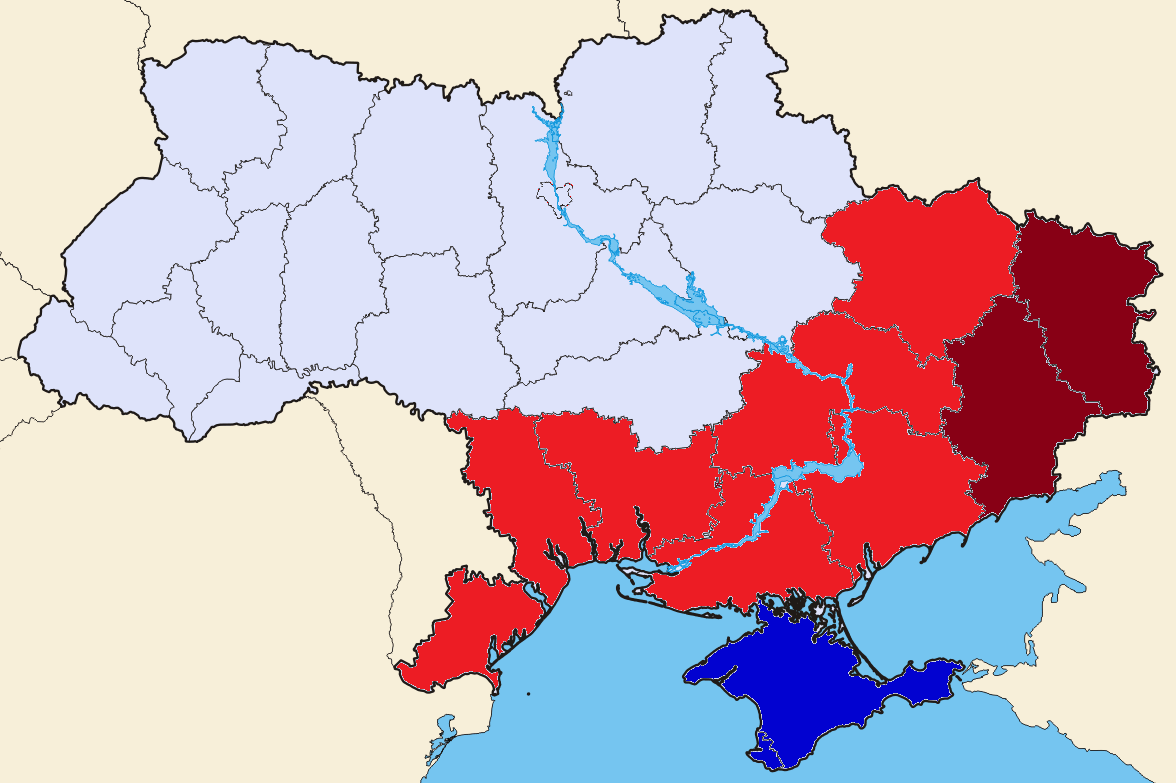
Gli oblast di Lugansk e Donec'k, solo parzialmente controllati (in rosso scuro) e il territorio rivendicato dallo stato federale della Nuova Russia (in rosso). In blu la Crimea.

Il governatore della Repubblica di Doneck e comandante della Milizia Popolare, Pavel Gubarev, dichiarò che nella Nuova Russia sarebbero entrate altre sei regioni del sud-est dell'Ucraina nelle quali si sarebbe dovuto tenere un referendum per l'indipendenza.
Di fatto, però, le forze armate della Nuova Russia controllavano pienamente solo una parte del territorio rivendicato.

### Istituzioni

#### Forze armate

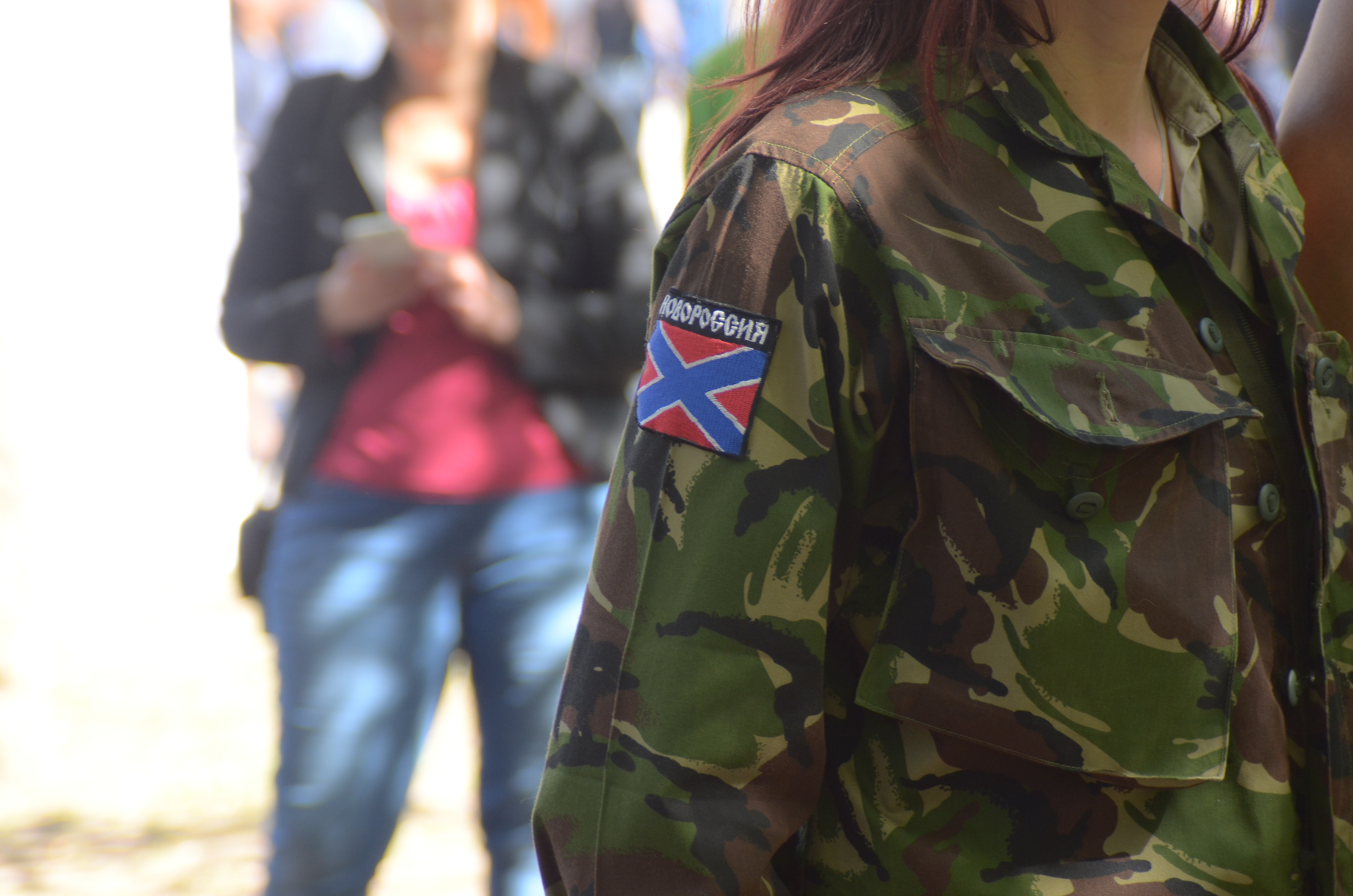
Soldatessa della Nuova Russia, con la bandiera novorussa sul braccio

Le forze armate della Nuova Russia erano: la Milizia Popolare del Donbass, l'unità di difesa e dell'Esercito del Sud-est .
Nel luglio 2014 le forze armate della Nuova Russia contavano circa 20 000 uomini.

### Inno
L'inno nazionale della Nuova Russia è una nuova versione dell'inno della Repubblica Socialista Sovietica Ucraina, in cui sono state sostituite le parole «Живи Україно» (dall'ucraino: Vivi Ucraina) con «Живи Нова Русь» (dall'ucraino: Vivi Nuova Russia) e il testo fu tradotto dall'ucraino al suržik (dialetto misto tra russo e ucraino).
Ufficialmente l'inno si chiama «Inno Nazionale della Novorossija - Vivi Nuova Russia» (in ucraino Державний гімн Новоросії «Живи, Новоросія!»?).

## Politica

### Politica interna
La Nuova Russia, secondo gli autori della Costituzione, era definita "un'unione tra Stati indipendenti, con il diritto di secessione e il diritto di poter entrare in altri paesi".

### Politica estera
La Nuova Russia era riconosciuta ufficialmente solo dall'Ossezia del Sud.
Pavel Gubarev, governatore della Repubblica popolare di Donetsk, riguardo all'Ucraina disse:

## Economia
Le principali attività industriali e finanziarie, di proprietà del governo ucraino, sono state confiscate dall'autoproclamato governo separatista. Le grandi proprietà industriali e le attività finanziarie sarebbero state nazionalizzate.
Il territorio della Nuova Russia, quando era parte dell'Ucraina, contava per il 20% del PIL totale ucraino.

## Ambiente
La flora è formata da faggi, querce, pini e ginepri. L'animale selvatico più diffuso è il tasso. Nel paesaggio naturale si alternano zone di steppa boscosa a zone di steppa erbosa e di macchia. Le aree forestali ricoprono circa il 15% del territorio.